# Magistralinis kelias A6
La Magistralinis kelias A6 è una strada maestra della Lituania. Collega Kaunas alla città di Zarasai per poi superare il confine con la Lettonia oltre cui prosegue sotto il nome di A13. La lunghezza del tratto lituano è di 185,40 km.

## Descrizione

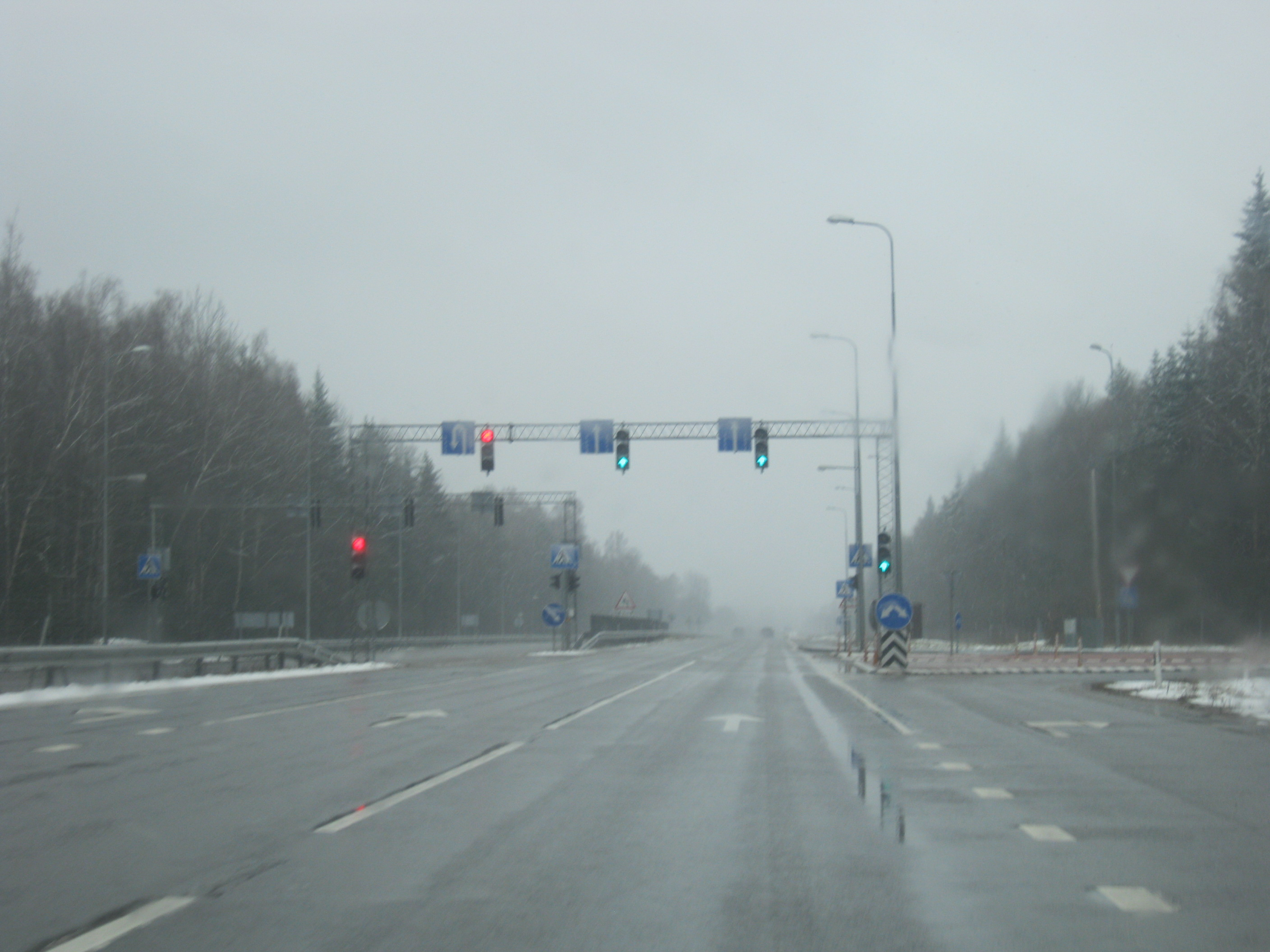
Incrocio con doppia carreggiata e semafori tra Karmėlava e Jonava

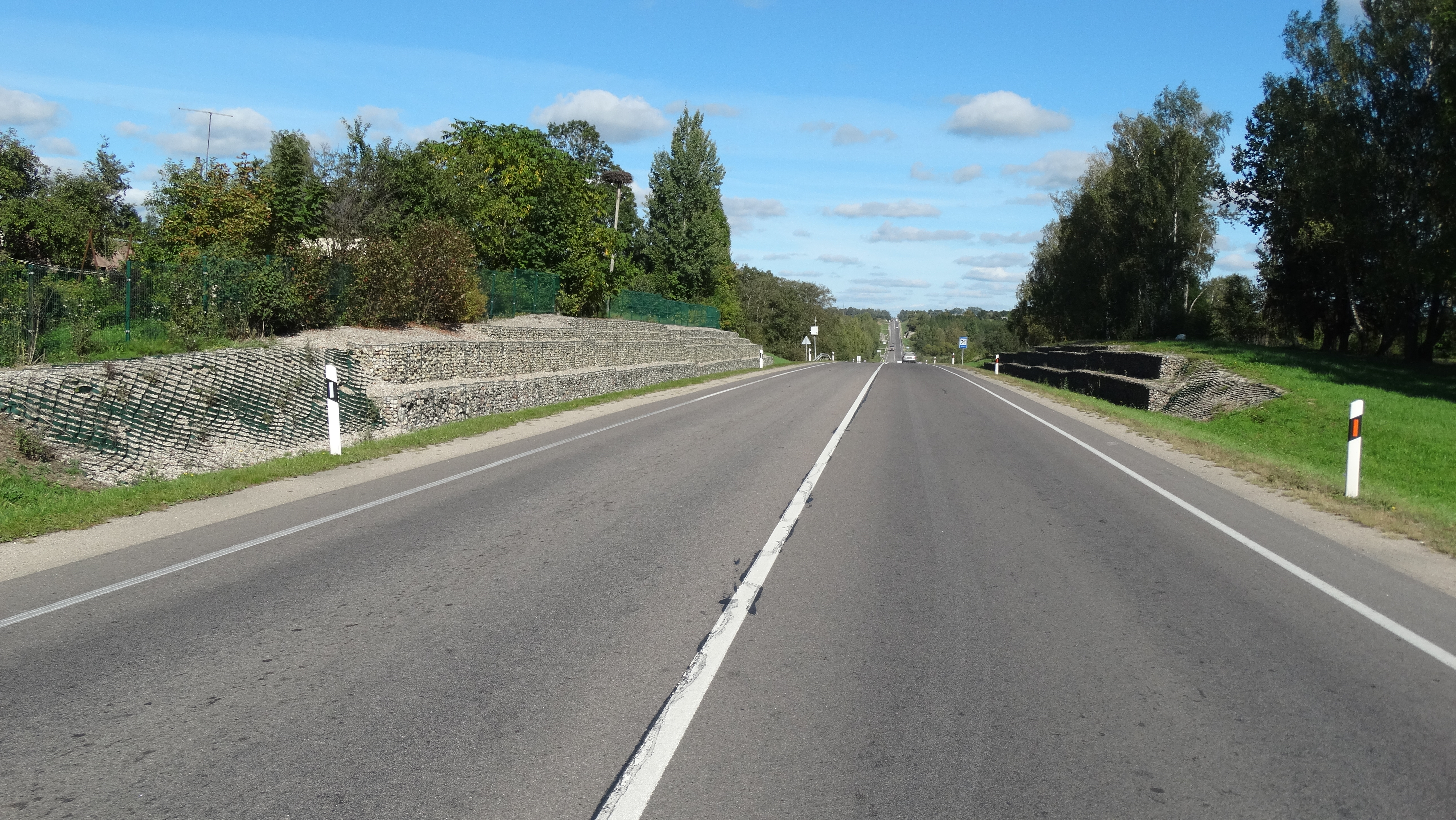
Strada a due corsie presso Utena

Il limite di velocità sulla A6 si attesta perlopiù a 90 km/h (nei tratti extra-urbani). La sezione tra Kaunas e Jonava è stata recentemente portata a due carreggiate per corsia con l’aggiunta dei semafori in varie località. Altra parte di questa tratta stradale è ad una corsia per carreggiata, per la maggior parte al di fuori della contea di Kaunas, quando si attraversano gli insediamenti di Ukmergė, Utena e Zarasai.
Tale percorso stradale fa parte del sistema stradale europeo noto come E262.